# Антоново-Кодинцівська волость
Антоново-Кодинцівська волость — історична адміністративно-територіальна одиниця Одеського повіту Херсонської губернії.
Станом на 1886 рік складалася з 10 поселень, 10 сільських громад. Населення — 1327 осіб (676 чоловічої статі та 651 — жіночої), 248 дворових господарств.
|                     | Площа, десятин | У тому числі орної, дес. |
| ------------------- | -------------- | ------------------------ |
| Сільських громад    | 2343           | 1786                     |
| Приватної власності | 41496          | 13440                    |
| Казенної власності  | —              | —                        |
| Іншої власності     | 2120           | 2120                     |
| Загалом             | 45959          | 17346                    |

Найбільші поселення волості:
- Антоново-Кодинцева (Красногорева) — містечко при ставках за 44 версти від повітового міста, 410 осіб, 80 дворів, православна церква, школа, лавка. За версту — недіючий паровий млин. За 5 верст — лавка. За 7 верст — паровий млин. За 11 верст — поромна переправа. За 12 верст — православна церква. За 12½ верст — постоялий двір, лавка. За 22 версти — рибний завод, поштова станція, лавка, постоялий двір. За 29 верст — лікарня, соляні копальні, лавка. За 30 верст — трактир, постоялий двір.
- Любопіль (Стурдзо) — село при Тилігульському лимані, 90 осіб, 16 дворів, лавка.
- Попівка — село при Тилігульському лимані, 257 осіб, 52 двори, лавка.
- Спирідонівка (Крамідова) — село при Тилігульському лимані, 129 осіб, 24 двори, лавка, паровий млин.